# Hamid Reza Chitgar
Hamid Reza Chitgar (Babol, 7 luglio 1949 – 19 maggio 1987) è stato un politico e ingegnere iraniano, ucciso dal neo-nato governo islamico mentre si trovava in Austria.

## Biografia
Nacque a Babol (provincia di Mazandaran) nel 1949 ed ebbe una figlia. Ingegnere, lavorava per la Esfehan Steel Company e altre società private. Circa un anno prima della Rivoluzione, andò a Strasburgo, con una borsa di studio per ottenere un master universitario. Un mese prima della rivoluzione, tornò in Iran e aprì una casa editrice.
Membro del Partito del Lavoro dell'Iran (Toufan), di impronta hoxhaista, durante il suo soggiorno in Francia prese le distanze dall'idea della resistenza armata. Tornato in patria, viene arrestato dalle Guardie Rivoluzionarie nel marzo 1981 per le pubblicazioni della sua casa editrice. Fu incarcerato nella prigione di Evin, per poi riuscire a fuggire e trasferirsi nuovamente in Francia nel 1983 dove ottenne asilo politico. Era il rappresentante del Partito del Lavoro nel Consiglio Nazionale della Resistenza Iraniana.
Il 19 maggio 1987 si recò a Vienna per incontrare un presunto membro del Partito del Lavoro, che voleva stabilire un contatto diretto con lui.
La moglie di Chitgar non ricevette notizie per qualche giorno e allarmata, iniziò a cercarlo e allertò la polizia austriaca. Gli sforzi di sua moglie e della sua famiglia si dimostrarono infruttuosi fino a quando i vicini dell'appartamento, dove Chitgar fu ucciso, si lamentarono dell'odore e la polizia scoprì il suo corpo il 17 luglio, due mesi dopo l'omicidio. Gli avevano sparato due volte alla nuca. Secondo la polizia austriaca, l'appartamento era stato affittato da un individuo con un passaporto turco per tre mesi. L'affitto è stato pagato per intero. Gli sforzi dell'avvocato della famiglia per approfondire le indagini e ottenere maggiori informazioni non ebbero successo. Le autorità austriache affermarono che l'indagine nel caso dell'assassinio di Chitgar era complessa perché l'agente della Repubblica islamica aveva un passaporto turco e non aveva bisogno di visto per entrare in Austria. Nessun'altra informazione venne fornita alla famiglia.
La notizia dell'assassinio venne ampiamente riportata dalla stampa locale e causò un'ondata di proteste da parte dei gruppi politici iraniani ed europei. Il corpo di Chitgar venne sepolto nel cimitero di Père-Lachaise a Parigi l'8 agosto 1987.